# Окинавский тритон
Окина́вский тритон (лат. Cynops ensicauda) — самый крупный вид тритонов из рода восточноазиатских тритонов (лат. Cynops) отряда хвостатых земноводных.
Окинавский тритон имеет очень ограниченный ареал — обитает лишь на южных островах Японии — Рюкю.
Вид относится к категории Endangered (подвергающийся опасности таксон) по классификации Комиссии по выживанию видов МСОП.

## Описание
Окинавского тритона легко перепутать с китайскими (карликовый тритон cynops orientalis) или японскими (огненнобрюхий тритон cynops pyrrhogaster) видами, так как все эти виды имеют схожую окраску — брюшко окрашено в ярко-оранжевый цвет, что служит предупреждением об их ядовитости.
Отличить окинавского тритона от схожих видов можно по его большим размерам, широкой голове, менее выступающим паротидам и более гладкой коже.
Также из отличий указываются более узкий хвост у окинавского тритона и светлые (оранжевые) подошвы лапок.
Длина взрослого окинавского тритона составляет в среднем от 11 до 14 см.
Максимальная зафиксированная длина для самцов составила 12,7 см, для самок — 18 см.
Продолжительность жизни — до 20 лет.
Длина хвоста у самок окинавского тритона намного больше длины остального тела, в отличие от самцов, у которых длина хвоста приблизительно равна длине остального тела.
Также половой диморфизм проявляется в увеличенной клоаке у самцов, особенно во время брачного периода.
Окраска тела тёмно-коричневая, местами почти чёрная.
Брюшко ярко-оранжевое.
Подошвы лапок также светло-оранжевые.
На брюшке тритона часто есть различные по форме тёмные пятна.
Узор и цвет пятен переменчивый, встречаются тритоны как с едва заметными мелкими пятнышками на брюшке, так и тритоны с практически чёрным брюшком и мелкими оранжевыми пятнами.
Одно из своих распространённых названий «мечехвостый тритон» получил за длинный, прямой хвост.
У номинативного подвида Cynops ensicauda ensicauda вдоль боковой поверхности хвоста в брачный период развивается светлая переливающаяся полоска синеватого оттенка.
У подвида Cynops ensicauda popei нет такой особенности.

## Образ жизни
Период размножения окинавского тритона длится с марта по июль, по другим данным у некоторых популяций период может начинаться уже в ноябре и продолжаться до июня следующего года.
Одновременно с началом сезона размножения тритоны перемещаются к подходящим для размножения водоёмам.
Для этих целей они выбирают стоячие или слабопроточные водоёмы, пруды, рисовые поля, болота или большие лужи.
Отложенные яйца часто поедают другие тритоны, змеи, личинки стрекоз и личинки тритона Андерсона Echinotriton andersoni.
Также часты случаи каннибализма.
При недостаточном количестве осадков и высыхании водоёма или рисового поля популяции тритонов могут погибнуть.
Лишь очень малая часть личинок окинавского тритона после выклева проходит стадию метаморфоза.
Окинавский тритон питается различными насекомыми и их личинками, мелкими ракообразными, дождевыми червями, улитками, слизняками.

## Классификация
В настоящее время вид окинавский тритон подразделяется на 2 подвида:
- Cynops ensicauda ensicauda Hallowell, 1860 — номинативный подвид,
- Cynops ensicauda popei Inger, 1947.

## Синонимы
- Molge pyrrhogaster var. ensicauda Boulenger, 1887
- Molge pyrrhogastra var. ensicaudatus Okada, 1891
- Molge pyrrhogaster ensicauda Brown, 1902
- Diemictylus ensicauda Stejneger, 1907
- Triturus ensicaudus Dunn, 1918
- Triton pyrrhogaster subsp. ensicauda Wolterstorff, 1925
- Triton (Cynops) pyrrhogaster Wolterstorff, 1927
- Cynops ensicauda Wolterstorff & Herre, 1935
- Triturus ensicauda Sato, 1943
- Triturus ensicaudus popei Inger, 1947
- Triturus ensicaudus ensicaudus Inger, 1947
- Triturus pyrrhogaster ensicaudus Kawamura, 1950
- Triturus (Cynops) pyrrhogaster ensicaudus Nakamura & Ueno, 1963
- Cynops pyrrhogaster popei Brame, 1967
- Cynops ensicauda ensicauda Thorn, 1968